# Westford (Vermont)
Westford es un municipio situado en el condado de Chittenden, Vermont, Estados Unidos. Tiene una población estimada, a mediados de 2023, de 2087 habitantes.

## Geografía
La localidad está ubicada en las coordenadas 44°36′27″N 73°00′13″O / 44.60750, -73.00361 (44.607422, -73.003642).

## Demografía
Según la estimación 2018-2022 de la Oficina del Censo, los ingresos medios de los hogares de la localidad son de $103,875 y los ingresos medios de las familias son de $106,087. Alrededor del 2.6% de la población está por debajo de la línea de pobreza.